# アザー・ガイズ 俺たち踊るハイパー刑事!
『アザー・ガイズ 俺たち踊るハイパー刑事!』（アザー・ガイズ おれたちおどるハイパーデカ、原題：The Other Guys）は、アダム・マッケイ監督、脚本による2010年のアクション・コメディ映画。出演は、ウィル・フェレル、マーク・ウォールバーグ、ドウェイン・ジョンソン、サミュエル・L・ジャクソン、マイケル・キートン、エヴァ・メンデス、スティーヴ・クーガン、レイ・スティーヴンソンである。フェレルとマッケイのコラボ映画は『俺たちニュースキャスター』（2004年）、『タラデガ・ナイト オーバルの狼』（2006年）、『俺たちステップ・ブラザース -義兄弟-』（2008年）に続いて4作目である。アカデミー賞を受賞した『インサイド・ジョブ 世界不況の知られざる真実』などと同じく、2008年の金融恐慌を扱った作品でもある。

## あらすじ
ニューヨーク市警で働くナードな刑事のアレン・ギャンブル（ウィル・フェレル）は、街へ出て捜査するよりもデスクワークを好む会計員であり、ワールドシリーズの時に誤ってデレク・ジーターを撃って以来外回りから外されたタフな刑事のテリー・ホイツ（マーク・ウォールバーグ）とコンビを組んでいた。アレンとホイツは他の刑事、特にマーティン（ロブ・リグル）とフォッシー（デイモン・ウェイアンズ・Jr）からは全く尊敬されない窓際刑事であった。そんな二人とは対照的に、まるでアクション映画の主人公のような派手な捜査をして手柄を立てているクリストファー・ダンソン刑事（ドウェイン・ジョンソン）とP・K・ハイスミス刑事（サミュエル・L・ジャクソン）は多くの警察官の憧れの的だった。だがある日、ダンソンとハイスミスは捜査中の事故で死亡してしまう。これをチャンスと思ったテリーは、アレンを強引に誘って殉職した二人の後釜を狙おうとする。

## キャスト
| 役名                         | 俳優                                   | 日本語吹替 |
| ---------------------------- | -------------------------------------- | ---------- |
| アレン・ギャンブル刑事       | ウィル・フェレル                       | 岩崎ひろし |
| テリー・ホイツ刑事           | マーク・ウォールバーグ                 | 川田紳司   |
| シーラ・ラモス・ギャンブル   | エヴァ・メンデス                       | 梶山はる香 |
| ジーン・マウチ警部           | マイケル・キートン                     | 岡哲也     |
| デヴィッド・アーション       | スティーヴ・クーガン                   | 土屋直人   |
| ロジャー・ウェズリー         | レイ・スティーヴンソン                 |            |
| P・K・ハイスミス刑事         | サミュエル・L・ジャクソン              | 間宮康弘   |
| クリストファー・ダンソン刑事 | ドウェイン・ジョンソン                 | 株田裕介   |
| フランシーヌ                 | リンゼイ・スローン                     | 加藤美佐   |
| クリスティネス               | ナタリー・ジー                         |            |
| エヴァン・マーティン刑事     | ロブ・リグル                           | 金子修     |
| フォッシー刑事               | デイモン・ウェイアンズ・Jr             | 河合みのる |
| ジミー                       | ボビー・カナヴェイル                   | 板取政明   |
| ビーマン                     | アンディ・バックリー                   | 水越健     |
| ワッツ                       | ロブ・ヒューベル                       | 牛山裕樹   |
| 本人役                       | ブルック・シールズ（カメオ出演）       | 山形葵     |
| 本人役                       | ロージー・ペレス（カメオ出演）         |            |
| 本人役                       | デレク・ジーター（カメオ出演）         |            |
| 本人役                       | トレイシー・モーガン（クレジット無し） |            |
| D・A・ルイス・ラッドフォード | ジョセフ・ソマー（クレジット無し）     |            |
| パメラ・ボードマン           | アン・ヘッシュ（クレジット無し）       |            |
| ナレーター                   | アイス-T（クレジット無し）             |            |

- 吹替その他出演：越後屋コースケ、津久井裕子、矢野龍太、早田純子、工藤翼

- 字幕翻訳：栗原とみ子
- 吹替翻訳：北野りり子
- 吹替演出：渋江博之

## 製作
主要撮影は2009年9月23日にニューヨーク市で始まり、他にオールバニでも行われた。
ヘリコプターのクラッシュシーンなどの視覚効果はKernerFXが行った。

## 評価

### 興行成績
北米では公開初週末3日間で3554万3162ドルを稼ぎ、4週目の『インセプション』を抑えて初登場1位となった。

### 批評家の反応
評論家からは概ね好意的な評価を得ており、Rotten Tomatoesでは188のレビュー中78%が支持して「フレッシュ」となった。Metacriticでは35個のレビューに基づき、64%という「広く好意的な評価」を示している。『ローリング・ストーン』のピーター・トラヴァースは4つ星満点で3つ星を与えた。
第1回コメディ賞でコメディ映画賞を受賞した他、第16回放送映画批評家協会賞コメディ映画賞、第15回サテライト賞ミュージカル・コメディ映画賞にノミネートされた。

## 続編
監督のアダム・マッケイは、MTVのインタビューにて、本作が興行収入で良い成績を上げ、多くのファンを獲得できたなら続編の可能性もあると述べた。